# Parque nacional natural Corales de Profundidad
El Parque nacional natural Corales de Profundidad es una de las áreas protegidas del sistema de Parques Nacionales naturales de Colombia siendo la número 57, creada en 2013. El AMP es totalmente submarino. Abarca un área de 142.195,15 ha con profundidades que van desde 34 hasta 1234 m, localizado frente a los departamentos de Bolívar, Córdoba y Sucre. Se caracteriza por tener la formación de corales de profundidad de San Bernardo, la cual tiene el 67% de las formaciones coralinas de profundidad del Caribe colombiano. Su especie estructurante y emblemática, es el coral Madracis myriaster, la principal especie dominante, cualidad que hace de esta comunidad un tipo de hábitat “raro” en la región Caribe y el mundo, lo cual le confiere un mayor valor en términos de prioridad para la conservación.

## Generalidades

### Descripción
Es un parque nacional natural submarino, creado en 2013. Posee el 67% de los corales a profundidad descubiertos en el área marina de Colombia.

### Ubicación
Se encuentra a 32 km de la costa de los departamentos de la Bolívar, Sucre y Córdoba.

### Clima
Cálido entre 27° y 30°.

### Hidrografía
Se encuentra en el mar Caribe, a 32 km de la costa colombiana.

## Vida silvestre

### Fauna
19 especies de Corales Escleractinios (corales pétreos o corales duros) como Madracis myriaster,Madracis pharensis(coral estrella), Anomocora fecunda,Caryophyillia barbadensis,Oxysmilia rotundifolia,Montastraea cavernosa,Orbicella franksi,Undaria agaricites entre otros. Se encuentran también 115 especies de invertebrados, peces (como la familia Scorpaenidae), así como gran diversidad de equinodermos (como la familia familia Ophiuridae),crustáceos (como la familia Galatheidae),moluscos, y estrellas de mar.